# Bruceton Mills
Bruceton Mills és una població dels Estats Units a l'estat de Virgínia de l'Oest. Segons el cens del 2000 tenia 74 habitants.

## Demografia
Segons el cens del 2000, Bruceton Mills tenia 74 habitants, 39 habitatges, i 20 famílies. La densitat de població era de 476,2 habitants per km².
Dels 39 habitatges en un 15,4% hi vivien nens de menys de 18 anys, en un 46,2% hi vivien parelles casades, en un 5,1% dones solteres, i en un 46,2% no eren unitats familiars. En el 43,6% dels habitatges hi vivien persones soles el 28,2% de les quals corresponia a persones de 65 anys o més que vivien soles. El nombre mitjà de persones vivint en cada habitatge era d'1,9 i el nombre mitjà de persones que vivien en cada família era de 2,62.
Per edats la població es repartia de la següent manera: un 10,8% tenia menys de 18 anys, un 9,5% entre 18 i 24, un 23% entre 25 i 44, un 36,5% de 45 a 60 i un 20,3% 65 anys o més.
L'edat mediana era de 48 anys. Per cada 100 dones de 18 o més anys hi havia 73,7 homes.
La renda mediana per habitatge era de 25.625 $ i la renda mediana per família de 38.333 $. Els homes tenien una renda mediana de 35.417 $ mentre que les dones 21.875 $. La renda per capita de la població era de 17.369 $. Cap de les famílies i el 6,2% de la població estaven per davall del llindar de pobresa.

## Poblacions més properes
El següent diagrama mostra les poblacions més properes.